# تاريخ اليابان البحري

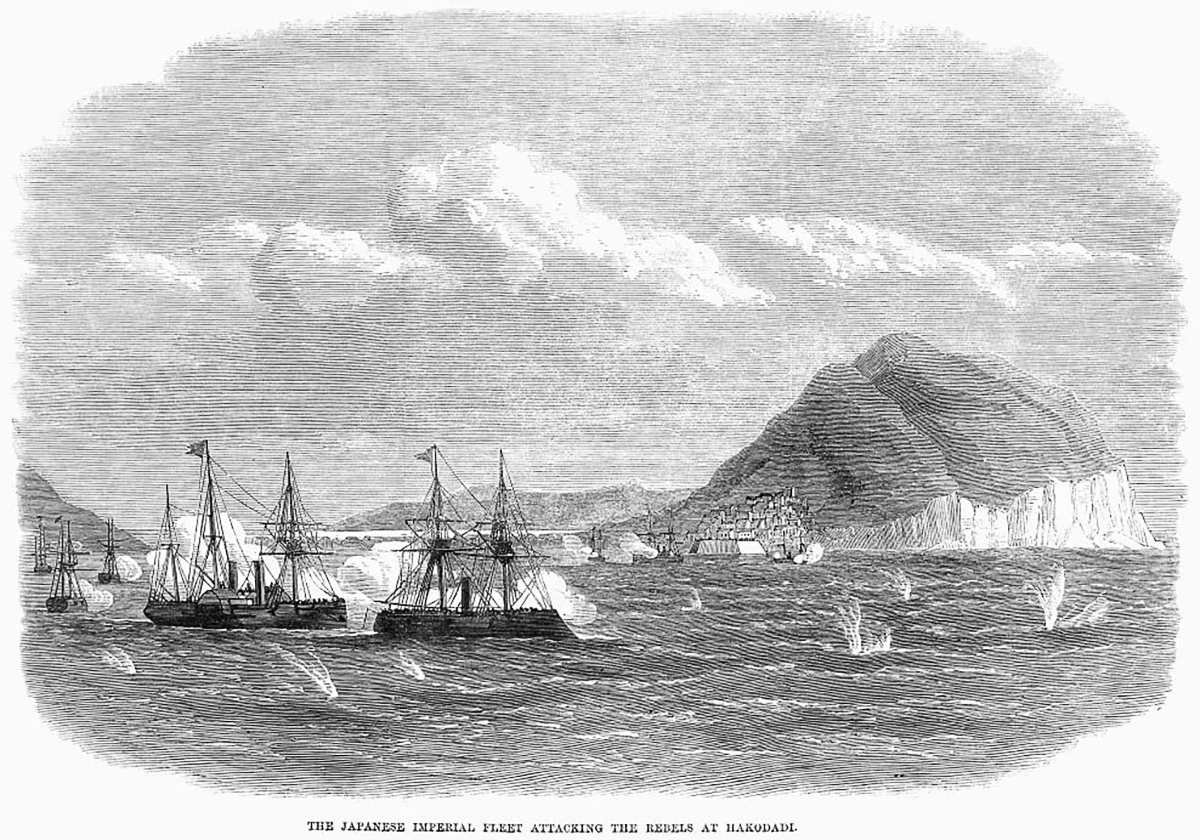
صورة توضيحية

من الممكن اعتبار أن تاريخ اليابان البحري بدأ مع بداية احتكاك اليابان مع الدول الآسيوية في أوائل الألفية الأولى ووصل ذروته قبل العصر الحديث في القرن السادس عشر أثناء التبادل الثقافي مع الدول الأوروبية والتجارة مع البر الصيني. وبعدها دخل القطاع البحري في سبات مع حالة الانغلاق التي عاشت تحتها البلاد أثناء فترة حكومة توكوغاوا. وبعد إصلاح ميجي دخلت اليابان في العصر الحديث لتطوير القطاع البحري وبأمر من الإمبراطور أنشأت البحرية اليابانية الإمبراطورية وأصبحت ثالث أكبر سلاح للبحرية في العالم بحلول عام 1920، ويعتقد أنها كانت الأول في العالم بحلول الحرب العالمية الثانية.
انتهى تاريخ البحرية اليابانية الإمبراطورية الذي كان حافلاً بالانتصارات أمام أعتى القوى في العالم أثناء الحرب اليابانية الصينية الأولى والحرب الروسية اليابانية بالهزيمة الكاملة أمام البحرية الأمريكية عام 1945، وحله رسمياً عند استسلام اليابان.
سلاح البحرية الياباني اليوم يتبع قوات الدفاع الذاتي اليابانية تحت اسم قوة الدفاع الذاتي البحرية اليابانية ولا زال يعتبر من أرقى وأكثر أسلحة البحرية في العالم تطوراً.

## قبل التاريخ
يعتقد أن اليابان كانت جزءاً من آسيا أثناء العصر الجليدي حتى 20000 ق.م. مما سمح باتصال أرخبيل اليابان وانتقال الحيوانات والنباتات بحرية ومنها تأسست فترة جومون. بعد تلك الفترة انفصلت اليابان كجزيرة وأصبح الإبحار هو الوسيلة الوحيدة للانتقال إلى البر الآسيوي الرئيسي. كانت طرق الانتقال هي بين شبه الجزيرة الكورية وتسوشيما على مسافة 50 كم، وبين تسوشيما إلى جزيرة كيوشو من الجنوب، بالإضافة إلى المعبر بين هوكايدو وسخالين من شمال اليابان.

## بدايات التاريخ

### فترة يايوي
بدأت أول أشكال الاتصال البحري في فترة يايوي عندما انتقلت فنون زراعة الرز وصناعة السبائك من البر الآسيوي. ويعتبر غزو سيلا (أحد الممالك الكورية الثلاث) عام 14 هي من أوائل الأعمال العسكرية اليابانية المسجلة.

### فترة ياماتو
أثناء فترة ياماتو تركزت النشاطات البحرية بين اليابان والبر الآسيوي على النشاط الدبلوماسي والتجارة مع الصين والممالك الكورية. وفقاً لنيهون شوكي فإن الإمبراطور جينغو قام بغزو كوريا في القرن الثالث وعاد منتصرا بعد ثلاثة أعوام.

## العصور الوسطى
سجلت بدءاً من القرن الثاني عشر العديد من المعارك البحرية الكبيرة بين العشائر اليابانية التي استخدم فيها ما يزيد على 1000 سفينة حربية. من أشهر هذه المعارك هي معركة جينبه. عادت ما كانت المعارك تبدأ بتبادل الرماية بالأسهم في الفترة الأولى ثم تتحول إلى مبارزات يدوية بالسيوف والخناجر واستخدمت السفن كساحات معارك طافية.

## العصر الحديث
استمرت دراسة طريقة بناء السفن الغربية في أربعينات القرن التاسع عشر. وعندما وافقت اليابان على الانفتاح للنفوذ الأجنبي وضعت حكومة توكوغاوا سياسة للحصول على تقنية البحرية الغربية. وفي 1855 وتحت المساعدة الهولندية حصلت اليابان على أول سفينة حربية بخارية استخدمت في التدريب. وفي عام 1860 أبحرت أول سفينة يابانية إلى الولايات المتحدة لإرسال أول بعثة دبلوماسية.
في عام 1863 أنهت اليابان بناء أول سفينة محلياً فاتحة الطريق لامتلاك اليابان أسطولها الحديث بصناعة محلية. ومع نهاية حكم الشوغون عام 1867 كان الأسطول الياباني قد حصل على ثمانية سفن حربية عاملة على البخار.

### إصلاح ميجي
كانت البحرية اليابانية الإمبراطورية هي سلاح البحرية الرسمي في اليابان بين 1867 و 1947 حتى حله بوضع الدستور الياباني الجديد. حاولت حكومة ميجي إصلاح وتحديث الأسطول الياباني لمنافسة الأساطيل الغربية، حيث أسست البحرية الإمبراطورية رسمياً عام 1869 بخطط للحكومة بإنشاء أسطول من 200 سفينة لكن الخطة توقفت بعد عام بسبب عدم توافر الموارد.
وأثناء سبعينات وثمانيات القرن التاسع عشر بقي السلاح البحري الياباني كقوات دفاع على الرغم من التحديث المستمر له. وفي عام 1870 قررت الحكومة إنشاء أسطول يتبع نموذج الأسطول البريطاني بمساعدة من الحكومة البريطانية في إنشاء وتدريب العمال اليابانيين. وفي الثمانينات ازداد النفوذ الفرنسي على سلاح البحرية اليابانية.

### الحرب اليابانية الصينية
بدأت هذه الحرب في 1 أغسطس 1894 وانتهت في 30 مارس 1895 ودارت رحاها بين القيصرية الصينية والقيصرية اليابانية. كان للبحرية اليابانية دور في إحباط هروب القوات الصينية من نهر يالو في معركة نهر يالو في 17 سبتمبر 1894 حيث خسر الصينيون 8 سفن من أصل 12.

### الحرب الروسية اليابانية
بدأت الحرب عام 1904 بسبب صراع استعماري لاستعمار كوريا، حيث كانت روسيا قد تغلغلت في تلك المناطق، ورفضت التفاوض مع اليابان لتقسيم مناطق النفوذ. ودون إعلان الحرب هاجمت اليابان بورت آرثر وحاصرت الأسطول الروسي، وانتزعت اليابان بورت آرثر وهزموا الروس في مكدن 1905 في معركة تسوشيما حيث حطم أسطول روسي كبير حيث من بين 38 سفينة روسية تم إغراق 21، وأسر 7 ونزع سلاح 6 وقتل 4545 جندي روسي وأخذ 6106 أسير، أما من الطرف الياباني فقد خسرت اليابان 116 رجل و 3 قوارب طوربيد.

### الحرب العالمية الثانية
بسنوات قبل الحرب العالمية الثانية بدأت اليابان بإعداد نفسها لمحاربة الولايات المتحدة، وكانت من بين مسؤوليات البحرية الإمبراطورية محاربة أعتى سلاح للبحرية في العالم. كان للبحرية اليابانية الأفضلية في أولى مراحل النزاع مع الولايات المتحدة، إلا أن القوات الأمريكية استطاعت التفوق في المراحل اللاحقة بسبب التطوير المستمر لأسلحتها البحرية والجوية.

## قوة الدفاع الذاتي البحرية اليابانية
بعد استسلام اليابان في الحرب العالمية الثانية تم حل الجيش والبحرية اليابانية بالكامل تحت الدستور الجديد، وتأسست قوة الدفاع الذاتي البحرية اليابانية التي هي سلاح البحرية في قوات الدفاع الذاتي اليابانية مسؤولة عن الدفاع البحري في اليابان.
تمتلك قوات الدفاع الذاتي أسطولا كبيرا، يتشكل معظمه من مدمرات. كما لها قدرات محددة على تنفيذ عمليات الإبحار العميق. أسلحة القوات البحرية توصف بأنها أسلحة دفاعية، حيث تفتقد القوات البحرية حاليا لأنواع الأسلحة الهجومية التي تمتلكها قوات بحرية لها نفس الحجم من الأساطيل البحرية. حيث أن مهمة قوات الدفاع الذاتي البحرية الحالية تتمثل في التحكم والسيطرة على سواحل البلاد والقيام بدوريات في المياه الإقليمية.